# Trận Antioch (1098)
Trận Antioch (1098) là một cuộc giao tranh quân sự diễn ra giữa các lực lượng Cơ đốc giáo trong cuộc Thập tự chinh thứ nhất và một liên minh Hồi giáo do Kerbogha lãnh đạo, atabeg xứ Mosul. Mục tiêu của Kerbogha là giành lại Antioch từ quân Thập tự chinh và khẳng định vị thế cường quốc trong khu vực.

## Xung đột bắt đầu
Khi quân Thập tự chinh đang trong tình trạng đói khát và có số lượng đông hơn xuất hiện từ cổng thành và chia thành 6 trung đoàn, chỉ huy của Kerbogha, Watthab ibn Mahmud, thúc giục ông ta tấn công ngay vào đường tiến công của họ. Tuy nhiên, Kerbogha lo ngại rằng một cuộc tấn công phủ đầu có thể chỉ phá hủy tiền tuyến của quân Thập tự chinh và cũng có thể làm suy yếu đáng kể lực lượng của chính ông ta một cách không tương xứng. Tuy nhiên, khi quân Pháp tiếp tục tiến công chống lại quân Thổ, Kerbogha bắt đầu nhận thấy mức độ nghiêm trọng của tình hình (trước đó ông đã đánh giá thấp quy mô của quân Thập tự chinh), và cố gắng thiết lập một cơ quan ngoại giao giữa ông và quân Thập tự chinh để tìm cách hướng đến một hiệp định đình chiến. Tuy nhiên, đã quá muộn và các nhà lãnh đạo của cuộc Thập tự chinh đã phớt lờ sứ giả của Kerbogha.

## Trận chiến
Quân của Kerbogha bị quân Pháp dồn vào một góc, đã chọn áp dụng chiến thuật chiến đấu truyền thống hơn của người Thổ. Ông ấy sẽ cố gắng để kéo quân Pháp vào vùng đất không ổn định, đồng thời liên tục tấn công hàng ngũ bằng cung thủ kỵ binh, đồng thời cố gắng đánh bại quân Pháp. Tuy nhiên, Bohemond xứ Taranto đã sẵn sàng cho việc này, và ông đã tạo ra một sư đoàn Thập tự quân thứ bảy do Rainald III xứ Toul chỉ huy để ngăn chặn cuộc tấn công. Chẳng mấy chốc, nhiều Tiểu vương bắt đầu rời bỏ Kerbogha. Nhiều Thập tự quân cũng được khuyến khích tinh thần bởi tin rằng các vị thánh như Thánh George, Thánh Mercurius và Thánh Demetrius đang hỗ trợ họ đánh lại quân Hồi giáo. Cuối cùng, Duqaq, người cai trị xứ Damascus, đã đào ngũ, gây ra sự hoảng loạn trong hàng ngũ người Thổ. Sökmen và tiểu vương của Homs, Janah ad-Dawla, là những người cuối cùng trung thành với Kerbogha, nhưng họ đã cũng đã sớm đào ngũ sau khi nhận ra rằng trận chiến đã thất bại. Toàn bộ quân đội Thổ lúc này hoàn toàn hỗn loạn, tất cả đều chạy trốn theo các hướng khác nhau; quân Thập tự chinh đã đuổi theo họ đến tận Iron Bridge, giết chết nhiều người trong số họ. Kerbogha sẽ tiếp tục quay trở lại Mosul và bị đánh bại.